# 战车队
战车队(Conbaticons)是一组变形金刚中的角色，多次在不同作品中出現。他們通常是狂派(Decepticon)角色，在部分作品中有時可以合體成為怖提剋斯(Bruticus)。

## G1動畫
战车队因为他们的军用机车形态以及娴熟的合作战斗技巧而得名，他们被视为博派(Autobot)的救援小分队—保衛金剛(Defender)的最大死敌。除了各自独特的能力外，战车队的队员合體成為體型巨大、身心合一的怖提剋斯。
战车队的队员可以成功的把他们的思想统一为一体。作为可能是最成功的组合金刚(Combiner)，混天豹比其他组合金刚更敏捷更迅速，他能以极高的效率及可怕的力量一丝不苟的去执行命令。密卡登(Megatron)对其勇猛十分满意，并幻想拥有一支由混天豹组成的军队。混天豹唯一的缺点可能就是在战场上如果没有人下达命令，那么他就只会呆在原地不动。但是其技术规格的描述却指出混天豹的外表显示出其具有极高的独立性，他甚至不愿意听从天王星(Starscream)的指令。

### 成員

#### 袭击(Onslaught)
襲擊可以变形成一辆军用对空卡车以及混天豹的躯干。作为战车队的领袖，袭击更喜欢构思出战略战术而不是单纯的用蛮力去击败对手。但是一旦其计划落空，他会变得非常狂暴而在战斗中使出毁灭性的力量。

#### 爆炸(Blast off)

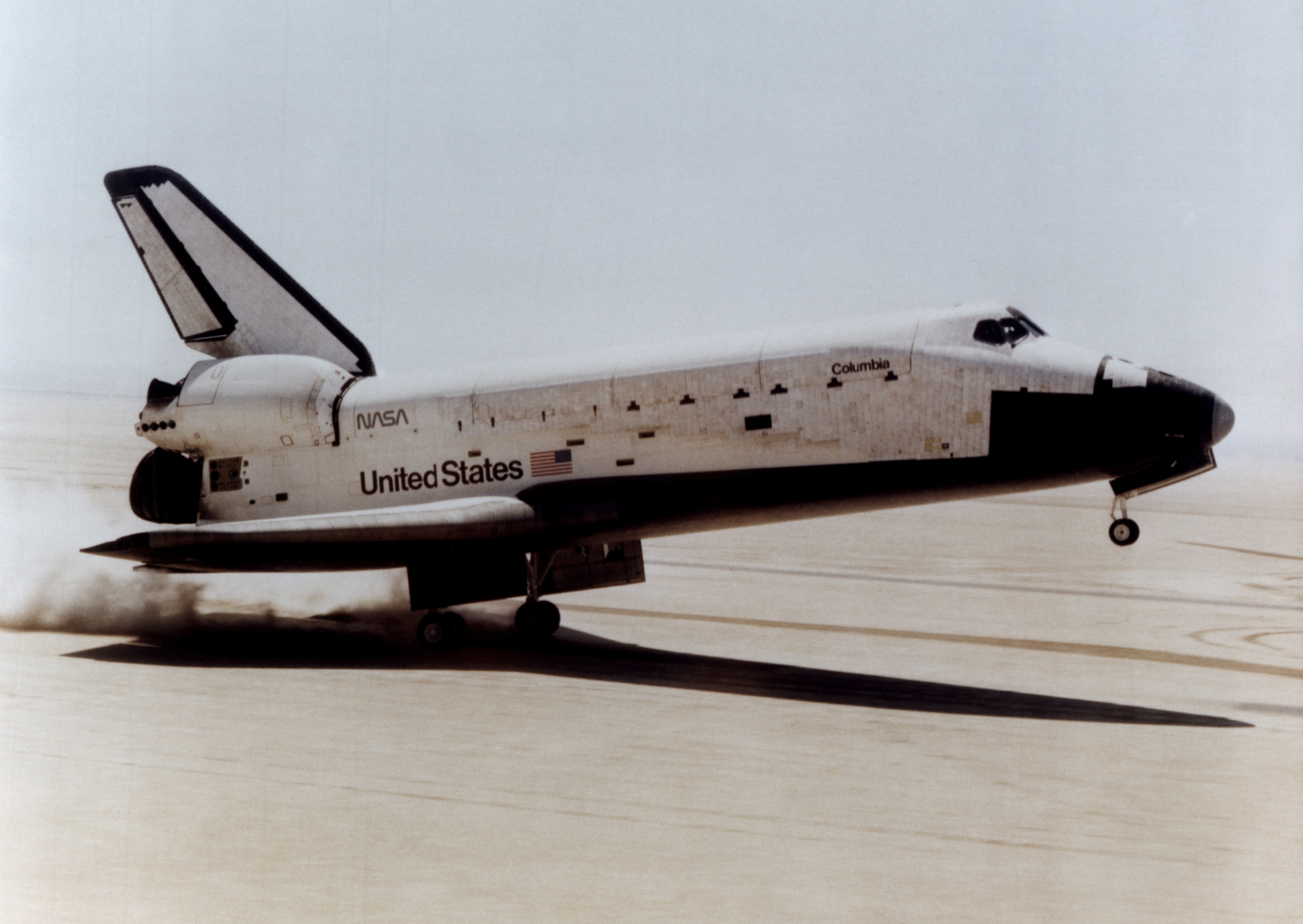
爆炸是變形成為一架航天飛機

爆炸变形成一架航天飞机以及混天豹的右臂。对于对手汽车人，爆炸显得残忍无情，对于同伴，他又是个势利小人。但是，爆炸却是战车队中除了騙子─诈骗以外最聪明的，事实上他也十分的孤独，尤其是在变成航天飞机执行任务的时候。此外，在动画片中，爆炸的机翼可以變形成混天豹的胸甲，不过在玩具设计时却没有应用这个方式。

#### 維迪斯(Vortex)

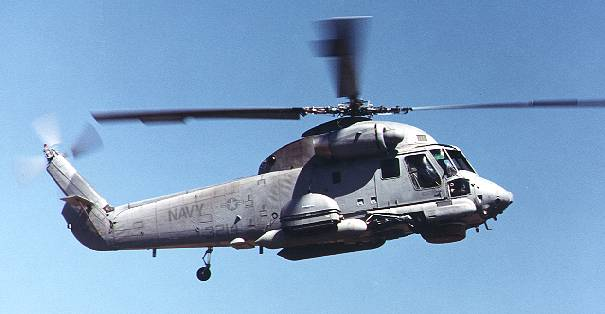
眩暈是变形成一架SH-2海妖直昇機

眩暈是变形成一架SH-2海妖直昇機以及混天豹的左臂。他是个彻彻底底的虐待成性的急性子，时常扮演队伍中拷问者的角色。他最出名的战术就是变形成直升机形态并制造出巨大的旋风把博派金剛俘虜困在其中进行拷问，直到得到自己想知道的东西为止。

#### 轟天雷(Brawl)

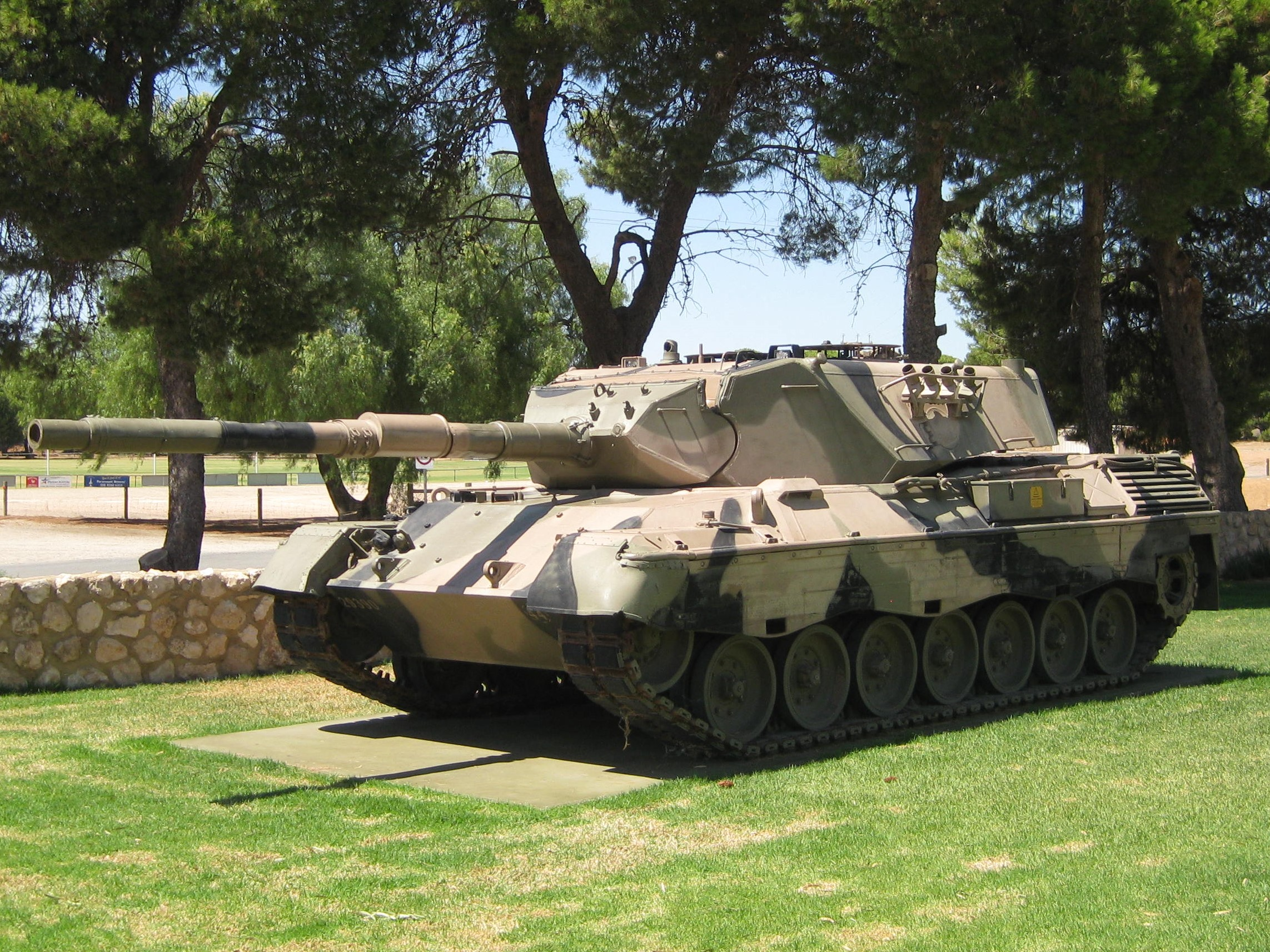
吵鬧是變形成為一輛豹1型坦克

吵鬧变形成一辆豹1型坦克以及混天豹的左腿。吵闹是战车队里嗓门最大、智商最低的队员，他只会针对自己的能力说实话。在战场上他毫无耐心，其无法控制的火爆脾气时常使吵闹像一个狂战士一样投入战斗。

#### 诈骗(Swindle)

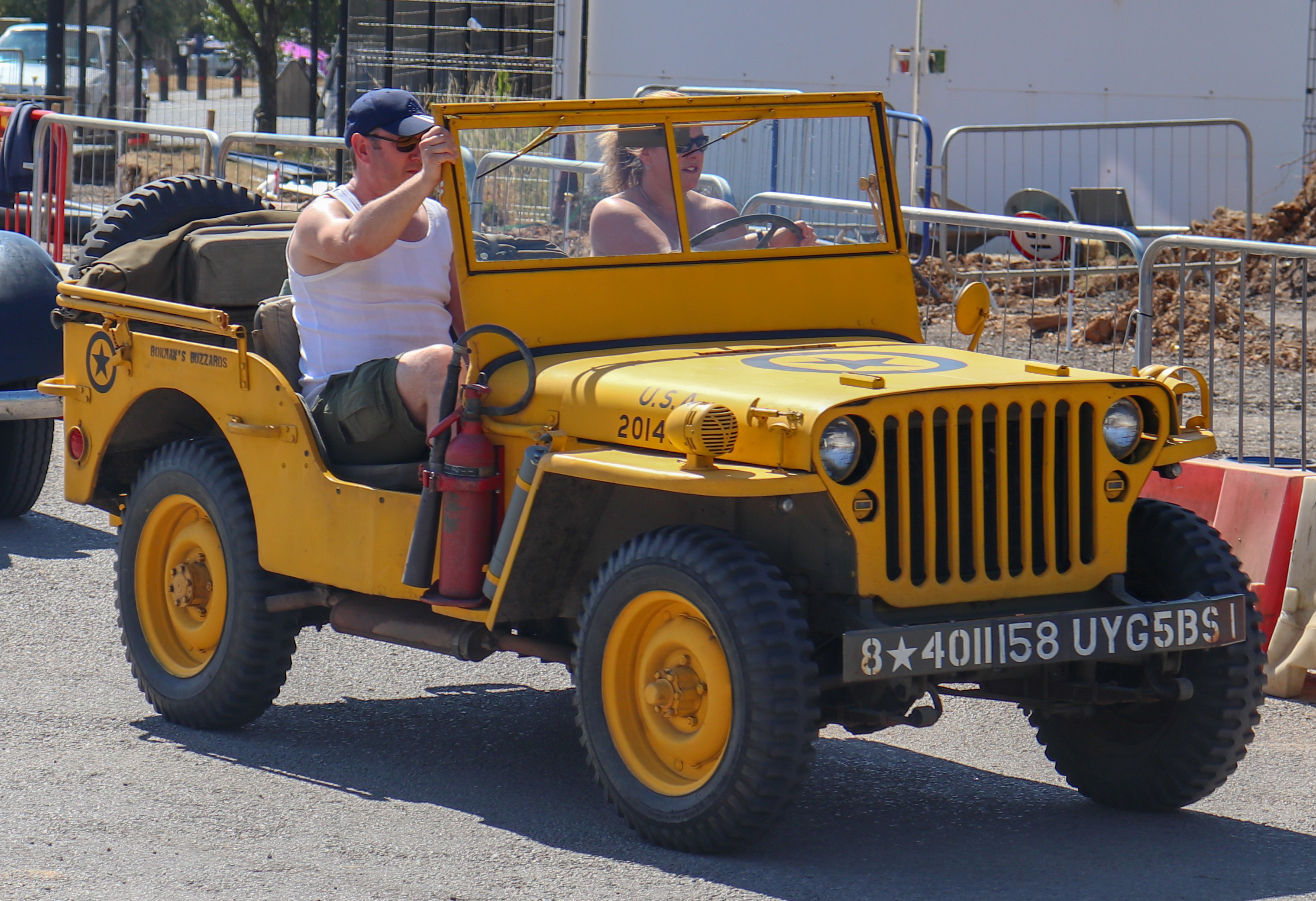
詐騙是變形成為一輛威利吉普車

詐騙变形成一辆有一挺無後座力炮的威力吉普車以及混天豹的右腿。诈骗是战车队中智商最高的成员，表面上他对同伴和蔼可亲，可是只要有利可图他就会在一瞬间出卖自己的同胞。诈骗能言善辩，他可以把任何东西卖给任何人—甚至将石油卖给阿拉伯酋长。

### 劇情表現
早在数百万年前的第三次賽博坦(Cybertron)内战时期，一支名为「狂派背叛者」的部队妄图推翻密卡登的领导自立为王，结果以失败告终。作为惩罚，密卡登命令震盪波(Shockwave)毁掉了他们的躯体，同时抽出他们的火种，并将其存放在狂派监狱217号房间达数百万年，直到1985年，天王星将他们释放。
天王星因为一直妄图谋权篡位而被流放到了瓜达尔卡纳尔岛，在那里他发现了一些报废的第二次世界大战中使用的军用交通工具。碰巧碰到的坦克使天王星想到了狂派三變戰士(Triple Changer)成員閃電(Blitzwing)，同时他也有了创造属于自己部队的想法。于是，红蜘蛛回到了賽博坦，偷到了狂派背叛者们的火种，并将他们装进了废弃的机车内，并将其进行重新改造成了现代的样子。爆炸的太空梭形态以及眩晕的直升機形态由二战时期坠毁的固定翼戰鬥機改装而成，而废弃的半履带卡车也被改造成了袭击的防空導彈卡車形态。但是，为了防止战车队自行补充能量，天王星没有给他们新的身体上安装能量吸收器，这样他就能更好的迫使战车队服从他的指挥。
战车队策划了2次袭击，抓获了数名博派以及狂派，并成功的让密卡登以为发起进攻的是博派。同时，战车队队员也从俘虏的身上拿走了能量接收器，并在密卡登来进攻之前补足了能量。面对建造派(Constructicon)组合成的蹂躪者(Devastator)，胸有成竹的天王星展示了战车队的新能力—他们组合成了混天豹。虽然击败了大力神，但是混天豹却被狂派的另一組合體金剛隊伍─衝鋒派(Stunticin)合體成為的萬能喪士(Menasor)从背后偷袭得手。由于飞虎队让战车队尝到了首次失利，因此很多「刚丝」们都认为，混天豹和飞天虎的暗地叫劲比他与保衛金剛的斗争更激烈。
被密卡登抓获后，天王星和战车队被流放到了漂浮在宇宙深处的小行星上，天王星因为战车队的失利以及自己令人恼怒的处境而用剩余的能源自顾逃回了地球。但是袭击很快就策划了一个复仇计划：让爆炸拖着小行星成功抵达了賽博坦。他们组合成混天豹把呆若木鸡还保持着雷射槍形态的震盪波当做武器，迅速成功的击败了岗哨部队，然后他们把賽博坦发射到了宇宙之中，接管了賽博坦。袭击把自己的导弹引导系统与太空桥连接妄图使地球脱离轨道撞向太陽。为了拯救地球的命运，密卡登、柯博文(Optimus Prime)和天王星十分难得的联合了起来，他们运用全系投影仪分散战车队的注意力，在天王星的指引下，柯博文成功的击中了先前天王星為了預防混天豹叛变而安装的弱点。三人一致同意摧毁混天豹，虽然密卡登给了其致命一炮，但事实上被摧毁的只是密卡登为了欺瞒擎天柱而利用全系图制造出来的假混天豹而已，他计划对混天豹重新编程使其效忠自己。
被重新编程后的混天豹被派往中東地區的飞机黑市走私飞机部件给密卡登，从而组建一支飞机军队。但是，在与保衛金剛的战斗中混天豹被严重破坏，幸存者诈骗选择把同伴的零件卖给各种客户而不是把战车队重新组装起来。恼怒的密卡登在诈骗的脑袋里装了炸弹并命令他收集齐混天豹的零件将其重新组装，这样混天豹就能操作新的武器，但是诈骗却无法找到吵闹的火种。同时，吵闹的火种被阴差阳错的装到了一个叫「胖娃」的高中科学项目机器人体内，使其变成了一个到处奔跑的杀人狂，从而引来了诈骗和一队博派。诈骗最后重新把火种装回了吵闹体内，但是胖娃的创造者们利用胖娃摧毁了混天豹的新武器。
在1986年的《變形金剛大電影》(Transformers: The Movie)中，战车队并没有参加2005年發生在博派城市(Autobot City，博派在地球上建造的新基地)的大战，而是在賽博坦上对抗尤尼克隆(Unicron)。当博派成功收复賽博坦后，遍体鳞伤的战车队被迫和其他狂派一起移居到查尔星上。之后，他们参加了狂派与昆特紗人(Quintessons)的联盟，并对GOO星和賽博坦发动了进攻。在入侵派拉穹时，他们追杀狂派叛徒，三變戰士毒氣彈(Octane，或是Tankor)，并击落了一艘参加和平会议的博派穿梭机，同时他们也参与了对日本的进攻。2007年，战车队入侵賽博坦，在星球的表面制造了巨大的火箭引擎，妄图把它推入太阳系，在那里格威龍(Galvatron)可以利用賽博坦的等离子能量室。最后，他的阴谋被博派的人類盟友史派克‧維特維奇(Spike Witwicky)以及福特巨人(Fortress Maximus)挫败。

## 變形金剛進化版(Transformers Animated)
在變形金剛進化版中，戰鬥金剛未以全員到期的狀態登場，但是其中一名成員詐騙有出現，做為一名軍火商行動。
本作中的詐騙造型與G1動畫類似，身體以黃色為主，並有部分紫色的點綴，並戴有一副紫色的目鏡，右臂上裝備有一門巨大的火砲，但不清楚是否是G1設定中的無後座力砲，並且其腹腔具有一個超空間收納裝置，可以將各種「雙品」裝在其中販賣。載具型態是一輛土黃色的裝甲車。此作中的詐騙個性非常狡猾，擅長交易和談判，甚至曾經和本作中的一些人類反派合作，說話的語調及其絲滑、並具有紳士風度。英文版由佛瑞德‧威拉德(Fred Willard)聲演，台灣中文版則由知名配音員曹冀魯配音，日文版由神奈延年配音。
在劇情中多次和各方不同勢力合作、交易。在漫畫中曾經同時和彼此不合的狂派金剛成員閃電和螺姆(Lugnut)交易，不斷賣給雙方更強的武器讓他們彼此競爭、並購買他的商品，不過最後被發現後便兩人一起痛扁了一頓。

## 變形金剛真人版
在真人電影中，戰鬥金剛並未以統一的方式登場過，當然也沒有展現其合體的能力。

### 變形金剛(Transformers)
在2007年的第一集中，戰鬥金剛中的轟天雷有出場，機器人造型有著極大的變化，並且坦克型態的武裝也增加許多，包含一根主砲、兩根副砲、兩組飛彈艙等等，火力驚人，體型也別巨大。在電影中後段出場，參與最後在城市中的大戰，並疑度同時和三名博派金剛爵士(Jazz)、鐵皮(Ironhide)、飛輪(Ratchet)交戰，倒下後又再次站起來，直到最被大黃蜂(Bumblebee)砲擊殺死。但是在電影字幕中，轟天雷的名稱卻是顯示為「Devastator」，也就是第二集出場的狂派合體金剛蹂躪者，其玩具才標示為「Brawl」。

### 變形金剛5：最終騎士(Transformers: The Last Knight)
在2017年上映的第五集中，戰鬥金剛的首領襲擊出場，是密卡登和人類談判後釋放出來的其中一名狂派戰俘，造型和先前的作品都不一樣、差異巨大。體型非常高大，身體以綠色為主色，但是出場時間極短，很快就在小鎮的戰鬥中被博派成員漂移(Drift)斬首而死。其動畫模組是由第二集出場的工程金剛成員拖斗(Long Haul)加上戰鬥用的額外零件構成的。

## 變形金剛：地球火種(Transformers: Earthspark)
在本作中，戰車隊未全員到齊，但其中兩名成員有出現，分別是詐騙和轟天雷。
本作中的詐騙在第一季第四集〈家規〉(House Rules)出場，並且持為該集的主要反派。造型上大致和G1相當接近，並沒有太多變動，個性也一如往常的，擅長以欺騙的方式誘使他人為他達成目的。載具型態維持黃色吉普車的樣貌，並且在此版本中和另一名變形為沙灘車的狂派硬頂(Hard Top)是兄弟關係。由諾蘭‧諾斯(Nolan North)聲演。
之後詐騙在第一季第20集〈解除武裝〉(Disarmed)中再度登場，試著挖出前往賽博坦人拘捕機構G.H.O.S.T的隧道，不過卻剛好挖到柯博文和桃樂絲休息的地方，在一番追逐戰後被帶上載具模式鎖並被緝捕歸案。
而另一名成員轟天雷(Brawl)則在第一季第十八集〈家─上〉(Home Part one)中出登場，在一個由磁帶金剛疾瘋(Frenzy)和雷射鳥(Laserbeak)主持的、讓流落在地球的賽博坦人戰鬥的地下拳擊場裡出現，並和被人類追殺的大黃蜂戰鬥但最終落敗，之後被曼機德(Mandroid)抽乾體內的能量而死，並且左手臂被切割下，被人類反派曼機德裝備在其殘廢的左臂上。在本作中轟天雷並沒有台詞，其體型巨大，比大黃蜂高大許多，除此之外的造型和G1動畫中類似，身上有類似履帶的構造。不過在其左手小臂上，有一組類似其在真人電影第一集中的武裝，具有兩根機械爪的槍炮構造。